# Echion (gigant)
Echion – w mitologii greckiej gigant, znany jedynie ze wzmianki w poemacie Gigantomachia Klaudiana.